# Helena Jurgielewicz (polityk)
Helena Jurgielewicz z domu Zalewska (ur. 30 stycznia 1949 w Lidzbarku Warmińskim) – polska polityk, posłanka na Sejm PRL IX kadencji.

## Życiorys
Córka Jana i Aleksandry. Skończyła Zasadniczą Szkołę Rachunkowości Rolnej w Smolajnach. Od 1975 pracowała w Zakładach Przemysłu Dziewiarskiego „Morena” w Lidzbarku Warmińskim. 21 lipca 1976 wstąpiła do Polskiej Zjednoczonej Partii Robotniczej. Od 4 października 1984 do 17 października 1986 była członkinią Komitetu Miejskiego PZPR w Lidzbarku Warmińskim, zasiadając w jego egzekutywie. Działaczka związków zawodowych i Ligi Kobiet Polskich. W latach 1985–1989 pełniła mandat posłanki na Sejm PRL IX kadencji z okręgu Olsztyn, zasiadała w Komisji Przemysłu. W 2014 bez powodzenia kandydowała na radną Lidzbarka Warmińskiego z ramienia Polskiego Stronnictwa Ludowego.